# Rosette Niederer-Kasthofer
Rosette Niederer-Kasthofer (Bern, 3 november 1779 - Zürich, 14 augustus 1857) was een Zwitserse lerares, pedagoge en pionier voor het meisjesonderwijs.

## Biografie
Rosette Niederer-Kasthofer was een dochter van Gottlieb Kasthofer, procureur en ziekenhuisbestuurder, en van Susanne Chaillet. Ze was een zu van Gottlieb Rudolf Kasthofer en van Karl Albrecht Kasthofer. In 1814 huwde ze Johannes Niederer. Na haar schooltijd werkte ze in het ziekenhuis in Bern waar haar vader bestuurder was. In 1808 kwam ze aan de leiding te staan van het meisjesinstituut in Yverdon-les-Bains dat was opgericht door de Zwitsere pedagoog Johann Heinrich Pestalozzi. Josephine Zehnder-Stadlin was in Yverdon een van haar studenten. In 1838 verhuisde ze deze instelling naar Genève. Ze bleef directrice tot 1845 en bracht de laatste jaren van haar leven door in Zürich. Naast haar activiteiten als directeur en docent, schreef ze tevens de eerste uitgebreide Zwitserse publicatie over de opvoeding van meisjes (Blicke in das Wesen der weiblichen Erziehung, 1828). Als erfgename van de Verlichting vond ze dat de opleiding van meisjes erop gericht moest zijn hen een plaats in het beroepsleven te geven.

## Werken
- (de)  Blicke in das Wesen der weiblichen Erziehung, 1828.